# RLC 회로
RLC 회로는 전기 회로 중 저항, 코일, 축전기로 이루어진 회로이다. 이 회로는 교류가 흐르면서 시간에 따라 전류의 세기와 방향이 변해도 각 순간마다 회로의 모든 점에서 흐르는 전류가 동일하다. 여기서 전압과 회로에 전류의 비로 나타나는 회로 전체의 저항 효과를 임피던스라고 하며, 전류 회로에서의 합성저항과 비슷한 개념으로 사용되고 있다. 
임피던스 {\displaystyle Z}는 {\displaystyle Z={\sqrt {R^{2}+(X_{L}-X_{C})^{2}}}}으로 나타낼 수 있으며 축전기의 리액턴스와 코일의 리액턴스가 같아질 때 임피던스는 최소가 되고 전류는 최대가 된다. 이 때를 공진현상이라 하며 이때의 주파수를 공진 주파수 또는 고유 진동수라고 한다.
라디오에서 특정한 방송의 신호를 송신하는 데 바로 이 RLC회로의 공진 현상을 이용한다. 1차 코일의 자기장 변화로 인해 안테나가 연결된 2차 코일에 같은 주파수의 유도 전류가 흐른다. 이 전파는 안테나를 통해 송신된다. 한편 라디오에서 원하는 방송의 주파수를 선택하는 원리 또한 이 회로의 성질로써 이해할 수 있다.
이 회로는 전류를 위한  조화 진동자를 형성하고, LC 회로와 유사한 방식으로 공명한다. 저항은 진동을 감소시키며, 최대 공진 주파수를 감소시킨다. 전기회로에 저항이 포함되어 있지 않더라도 약간의 저항은 실제 회로에서 존재한다. 이상적인 순수 LC 회로는 이론적으로만 존재하는 추상적 개념이다.
RLC 회로는 발진 회로와 같은 많은 응용 프로그램이 있다. 라디오 수신기 및 텔레비전 수상기 설정으로 주변의 좁은 주파수 범위를 선택하기 위해 RLC회로를 사용한다. 이 회로는 종종 동조 회로로 지칭된다. RLC 회로는 대역 필터, 대역 저지 필터, 저역 통과 필터 또는 고역 통과 필터로 사용될 수 있다. 예를 들자면 튜닝 애플리케이션은 대역 통과 필터의 예다. RLC 필터는 2차 회로로 설명되는데, 이는 회로에서 임의의 전압 또는 전류가 회로 분석에서 2차 미분방정식으로 설명될 수 있음을 뜻한다.
세 회로 소자 저항, 인덕터, 축전기는 상이한 위상기하학 숫자에 결합될 수 있다. 직렬 또는 병렬에의 세 가지 요소는 개념이 간단하고 분석하기도 쉽다. 그러나 실용적인 측면에서 보았을 때 앞서 말한 회로와는 다른 회로가 있을 수 있다. 자주 발생하는 한 가지 문제는 인덕터 저항을 고려할 필요가 있다는 사실이다. 인덕터는 통상적으로 와이어의 코일로 구성되어 있는데, 이때 발생되는 저항은 일반적으로 바람직한 것은 아니지만, 종종 회로에 큰 영향을 미친다.

## 기본 개념

### 공명
이 회로의 중요한 특성은 특성 주파수인 공진 주파수 f0에서 공진하는 것이다. 주파수는 헤르츠단위로 측정된다.

## 같이 보기
- LC 회로
- RC 회로
- RL 회로
- 발진 (전기공학)
- 선형 회로
- 멤리스터